# Wrodzony zespół niedoboru jodu
Wrodzony zespół niedoboru jodu (dawniej kretynizm lub matołectwo) – termin oznaczający niedorozwój umysłowy ciężkiego stopnia powstały w wyniku wrodzonej pierwotnej niedoczynności tarczycy.
Niegdyś choroba ta była bardzo często spotykana wśród ludności zamieszkałej w rejonach górskich. W niektórych wioskach ponad połowa populacji dotknięta była tą przypadłością. W latach 60. XIX wieku Rudolf Virchow udowodnił, że przyczyną choroby jest uszkodzenie tarczycy. W 1922 stwierdzono zależność częstości występowania owego zespołu od zawartości jodu w glebie. Światowa Organizacja Zdrowia zaleca stosowanie obficie jodowanej soli w miejscach, w których występuje niedobór tego pierwiastka.

## Klasyfikacja ICD10
| kod ICD10     | nazwa choroby                                           |
| ------------- | ------------------------------------------------------- |
| ICD-10: E00   | Wrodzony zespół niedoboru jodu                          |
| ICD-10: E00.0 | Wrodzony zespół niedoboru jodu, typ neurologiczny       |
| ICD-10: E00.1 | Wrodzony zespół niedoboru jodu, typ obrzęku śluzowatego |
| ICD-10: E00.2 | Wrodzony zespół niedoboru jodu, typ mieszany            |
| ICD-10: E00.9 | Wrodzony zespół niedoboru jodu, nieokreślony            |